# Jaime Pahissa
Jaime Pahissa y Jo (en catalán: Jaume Pahissa i Jo) (Barcelona, 8 de octubre de 1880-Buenos Aires, 27 de octubre de 1969), fue un compositor, director de orquesta, pedagogo y musicólogo español

## Vida
Jaime Pahissa Jo nació en Barcelona el 8 de octubre de 1880, hijo de Jaime Pahissa y Laporta, el conocido pintor paisajista contemporáneo de Antonio Gaudí, Santiago Rusiñol, Miquel Utrillo y Ramón Casas. Tras abandonar los estudios de arquitectura en la Universidad de Barcelona, afloraba en el interior del joven catalán un gran interés hacia las artes musicales inspiradas por las nuevas técnicas compositivas de un músico consagrado como lo fue Enric Morera. No pasó mucho tiempo para que el joven Pahissa se sumergiera en el emergente movimiento modernista barcelonés y en los locales que frecuentaban los artistas amigos de su padre como Els Quatre Gats o La Punyalada
Tras los primeros contactos musicales con Enric Morera y su tío, el compositor ochocentista Francesc Laporta, empezó a conocer los ideales modernistas que imperaban en los años del cambio de siglo. Así pues, el joven compositor se inició en el campo de la creación musical colaborando con propuestas escénicas del Teatre Íntim de Adrià Gual, para quien escribió la partitura de escena de Èdip Rei (1898). Antes de empezar su vida como compositor, Jaime pasaba mucho tiempo en el Ateneo Barcelonés, concediendo entrevistas a los periodistas, escribiendo artículos como crítico musical del periódico La Publicitat y compartiendo tertulias con artistas e intelectuales antes y después de sus actuaciones. Las personas más cercanas a Jaime eran artistas y grandes pensadores de la época, como el músico Enric Granados, el filósofo Eugenio d'Ors, el violonchelista Pau Casals, el compositor Manuel de Falla, el pensador Pompeu Gener, el escenógrafo Rafel Moragues, el músico Enric Morera, la actriz Margarifa Xirgu y la cantante Conchita Badia, entre muchos otros. De una forma u otra ha estado ligado a la redacción en periódicos y la crítica musical; recordemos que completó su actividad laboral ejerciendo muchos años como crítico del diario Las Noticias, en el que aparece minuciosamente detallados sus pensamientos sobre múltiples temas teóricos y su opinión sobre los acontecimientos musicales del momento.
En 1906, a la edad de veintiséis años, dirigió un concierto con un programa de obras propias como El combat y la sinfonía de A les costes mediterrànies, presentado en el Teatro de las Novedades que lo singularizó como un joven compositor sinfónico en unos años en los que el género no tenía muchos cultivadores. Este mismo año contribuyó a los programas de los Espectacles- Audicions Graner estrenando su ópera La presó de Lleida, una glosa literaria y musical de la canción popular homónima. En esta obra se empiezan a ver sus inquietudes por experimentar con nuevas técnicas de composición, según fuentes de prensa de personajes intelectuales y representantes del mundo musical más conservador. Lejos de dejarse llevar por las polémicas, Pahissa, un compositor de espíritu libre independiente, seguía su trayectoria de éxitos en los estrenos de sus obras. El éxito de la propuesta le valió una pensión del Ayuntamiento de Barcelona para viajar a Lyon.
A la vez que continuaba en el género sinfónico con el poema El camí (1909), se adentró en el campo operístico con Canigó, una producción escénica sobre el poema épico de Jacinto Verdaguer estrenada en la plaza de toros de la población ampurdanesa de Figueras y en la capital barcelonesa. Asimismo, escribió otras óperas como Gala Placidia, La morisca, Marianela y La princesa Marguerida, estrenadas en el Teatro del Liceo. Desarrollando una gran capacidad de inventiva y una voluntad de renovación, elaboró una teoría armónica propia, denominada “intertonalidad”, que aplicó sólo a dos obras: la Simfonia II (1920) y la Suite intertonal (1926), y escribió la obra Monòdia (1925), en la que usa sólo el unísono y la octava. De este modo, se granjeó un gran prestigio como músico innovador, hasta el punto de que la Associació de Música “da càmera” le dedicó la primera de sus sesiones monográficas en 1927.

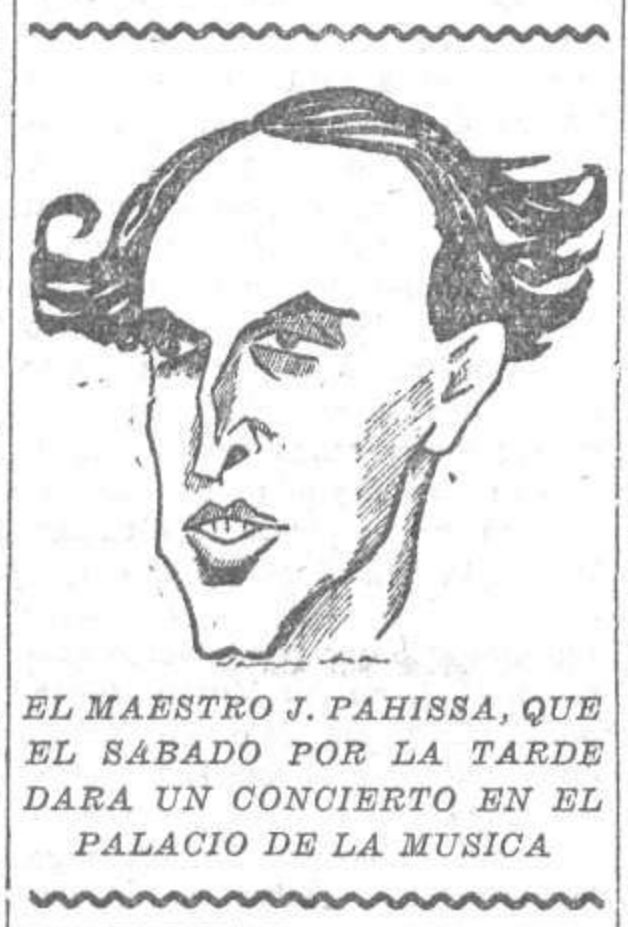
Retratado por Sancha en el periódico La Voz (1929)

Su vida bohemia, alimentada por la fama, hizo un cambio radical a partir de su casamiento con Montserrat Campà, veintiún años más joven que Pahissa. Tras la llegada de sus tres hijos, la necesidad de mantener una familia lo llevó a aceptar en 1933 la cátedra de Cultura General y Estética Musical al Conservatorio del Liceo. Para este nueva propuesta escribió un tratado pedagógico, la dirección ocasional de la orquesta y la plaza de profesor de armonía en la escuela municipal de música de Barcelona, gracias a lo cual, al estallar la Guerra Civil hubo de sustituir al director Lluís Millet en calidad de subdirector del centro. Por estas mismas fechas fue obligado por milicianos de la Confederación Nacional de Trabajadores a crear y dirigir la orquesta para la película Aurora de esperanza de Antonio Sau (1937), un producto de escaso valor fílmico y una gran voluntad publicitaria.
Al mismo tiempo que progresaba la guerra civil en Cataluña; considerando que sus ideas políticas eran bien conocidas, es decir, que era afín a la República, Pahissa aprovechó un contrato para actuar en la Radio El Mundo de Buenos Aires para exiliarse de la guerra y la posibilidad de ser encarcelado. A mediados de 1937 se trasladó a Buenos Aires y ya no volvió a España más que ocasionalmente, desarrollando en aquel país de adopción una gran actividad como pedagogo, compositor y director de orquesta. Se puso al frente de entidades como la Orquesta Sinfónica del Sodre, ésta en la vecina Uruguay, o la Orquesta Sinfónica de Buenos Aires, así pues también dirigió el equipo de profesores de música del Centro Asturiano de Buenos Aires y escribió abundante música, empezando por la Cantata a la tumba de Federico García Lorca que interpretó la actriz Margarita Xirgu. Trató a Manuel de Falla los últimos años de su vida, del que escribió su primera biografía encargada por la editorial Ricordi de América, y trabajó en numerosas iniciativas periodísticas como en Aquí está, Esto Es, Saber vivir o El Sol.
En el Teatro Colón presentó su ópera Marianela en 1946 en una temporada al aire libre siendo el director y a la vez presentando otras obras. Considerado un exiliado de oro, presidió los primeros Juegos Florales de la Lengua Catalana en el exilio en 1941 y los volvió a presidir en 1960. Fue además académico de la Real Academia de Bellas Artes de San Fernando gracias a la iniciativa de Eugenio d'Ors, gran amigo suyo. Pahissa fue uno de los compositores más originales del primer tercio del siglo XX que sufrió en sus carnes las consecuencias de la Guerra Civil y, por esta misma razón, no se sintió nunca miembro de ninguna generación musical, aunque en su estancia Argentina trabajó mucho sobre repertorios tradicionales catalanes para disfrute de los catalanes residentes y los amantes de la cultura musical española.
En la actualidad, parte del fondo del catálogo de obras de Pahissa se conserva en la Biblioteca de Cataluña. En el año 2011 el Instituto de Investigación en Etnomusicología del Gobierno de la ciudad de Buenos Aires comenzó a digitalizar su legado de partituras y documentos para una posterior difusión.

## Obras

### Piano y Violín
- 3 Baladas con texto de H. Heine y A, Riquer (1900-1906)
- Per un bes con texto de J. Lleorant (1908)
- Rosa con texto de J. Pahissa (1922)
- El record con texto de T. Garcés (1926)
- Sis cançons con texto de J. Pahissa, C. Fages de Climent y G. Berdiales (1927-1940)
- El cantor con texto de Goethe (1932)
- El cant del Sol con texto de Fc. Asís (1935)

### Música de cámara
- Trío para violín, cello y piano (1903)
- Sonata para violín y piano (1906)
- Cuarteto (1933)
- Nocturno para cello y piano (1937)

### Música sinfónica
- Sinfonía I para orquesta de cuerda (estrenada en el Teatro de las Artes en 1905)
- A les costes mediterrànies (estrenada en el Teatro de las Novedades en 1906)
- De sota terra als aires (estrenada en el Teatro de las Novedades en 1906)
- El camí (estrenada en la Asociación Musical de Barcelona en 1909)
- Obertura sobre un tema popular català (estrenada con la Orquesta Filarmónica de Madrid en 1917)
- Nit de somnis (estrenada con la Orquesta Sinfónica de Barcelona en 1919)
- Sinfonía II (estrenada con la Orquesta Pau Casals en 1921)
- Monòdia (estrenada con la Orquesta Pau Casals en 1935)
- Suite Intertonal (estrenada con la Orquesta Pau Casals en 1926)

### Música Coral
- El ambulant Gentes para cuatro voces masculinas con texto de Isaías (1904)
- Dos motetes para coro mixto, con texto de Isaías (1904)
- Himno cooperatista para coro mixto (1927)
- Endreça a la Capella Clàssica de Mallorca para coro mixto (1948)

### Música Lírica
- Èdip Rei (música incidental), con texto de Sófocles (estrenada al Teatre Íntim en 1903)
- Prometeu Encadenat (música incidental), con texto de Esquilo (estrenada el Teatre Íntim en 1903)
- La presó de Lleida, con texto de A. Gual (estrenada en Espectacles-Audicions Graner en 1906)
- La campana sumergida (música incidental), con texto de Hauptmann (estrenada en el Teatre Íntim en 1908)
- Canigó, con libreto de J. Carner (estrenada en Arenas de Figueres en 1910)
- Gala plácida (ópera), con libreto de A. Gimerà (estrenada en el Teatre del Liceu en 1913)
- La morisca (drama lírico), con libreto de E. Marquina (estrenada en el Teatro del Liceo en 1919)
- Marianela (ópera), con libreto de S. y J. Álvarez Quintero (estrenada en el Teatre del Liceu en 1923)
- La princesa Marguerida (ópera), con libreto de A. Gual (estrenada en el Teatre del Liceu en 1928)
- Angélica (música incidental), con texto de L. Ferrero (estrenada en el Teatro 18 de julio de Montevideo en 1938)
- Don Gil de las calzas verdes (música incidental), texto de Tirso de Molina (estrenada en el Teatro Auditorium Mar del Plata en 1957)
- Períbañez o el comendador de Ocaña (música incidental), con texto de F. Lope de Vega (estrenada en el Teatro Solís de Montevideo en 1962)

### Bandas Sonoras
- Aurora de Esperanza, película de A. Sau (1937)[3]